# Tipula (Beringotipula) afflicta
Tipula (Beringotipula) afflicta is een tweevleugelige uit de familie langpootmuggen (Tipulidae). De soort komt voor in het Nearctisch gebied.